# Hans-Peter Krüger (Philosoph)
Hans-Peter Krüger (* 18. März 1954 in Potsdam) ist ein deutscher Philosoph.
Krüger ist Inhaber des Lehrstuhls für Politische Philosophie und Philosophische Anthropologie  an der Universität Potsdam sowie Sprecher des DFG-Graduiertenkollegs Lebensformen und Lebenswissen. Außerdem gehört er zu den Herausgebern der Deutschen Zeitschrift für Philosophie und war Präsident der Helmuth-Plessner-Gesellschaft e.V. zur Förderung der Philosophischen Anthropologie.

## Leben
Hans-Peter Krüger studierte von 1972 bis 1976 an der Humboldt-Universität Berlin Philosophie und promovierte 1980 ebendort über die philosophische Entwicklung des jungen Hegel. Seit 1981 am Institut für Theorie, Geschichte und Organisation der Wissenschaft der Akademie der Wissenschaften der DDR in Berlin wissenschaftlich tätig, habilitierte er sich dort 1987 mit der Schrift „Kritik der kommunikativen Vernunft.“ Im September 1989 wurde er zum Professor für Wissenschaftstheorie ernannt.
Nach einem Forschungsaufenthalt an der University of California, Berkeley noch im Herbst 1989 war er im Studienjahr 1990–91 Fellow am Wissenschaftskolleg zu Berlin und 1992–93 Fellow am Center for Philosophy of Science der University of Pittsburgh. 1994–95 arbeitete er als der stellvertretende Leiter des Zentrums für Wissenschaftsgeschichte und Wissenschaftstheorie der Max-Planck-Tochtergesellschaft Wissenschaftliche Neuvorhaben in Berlin. Seit 1996 ist er an der Universität Potsdam ordentlicher Professor für Praktische Philosophie. Zudem leitete er dort in den Jahren 1996 bis 2000 die von der Max-Planck-Gesellschaft finanzierte Arbeitsgruppe Wissenschaftskulturen im Kommunikationsprozess. Es folgten mehrere Gastprofessuren, zunächst 2002 an der Jagiellonen-Universität Krakau, sodann 2003 an der Universität Wien. 2005/06 war Hans-Peter Krüger dann am Swedish Collegium for Advanced Studies in Uppsala/Schweden Ernst-Cassirer-Gastprofessor.
Er war von 2005 bis 2011 Präsident der „Helmuth Plessner-Gesellschaft e.V.“ und ist seit 2011 Mitglied des wissenschaftlichen Beirats. Darüber hinaus ist er seit 2009 an der Universität Potsdam auch Sprecher des „DFG-Graduiertenkollegs Lebensformen und Lebenswissen.“

## Forschungsschwerpunkte
Die Schwerpunkte der wissenschaftlichen Arbeit von Hans-Peter Krüger liegen vor allem in der Politischen Philosophie des Öffentlichen, in der Philosophischen Anthropologie, in der Sozialphilosophie und den Grenzen der Handlungstheorien, die die Arbeit und Kommunikation betreffen, sowie bei den Klassischen und den Neo-Pragmatismen.

## Publikationen
- Kritik der kommunikativen Vernunft. Kommunikationsorientierte Wissenschaftsforschung im Streit mit Sohn-Rethel, Toulmin und Habermas, Berlin (Akademie-Verlag) 1990.
- Demission der Helden. Kritiken von innen 1983–1992, Berlin (Aufbau-Verlag) 1992.
- Perspektivenwechsel. Autopoiese, Moderne und Postmoderne im kommunikationsorientierten Vergleich, Berlin (Akademie-Verlag) 1993.
- Zwischen Lachen und Weinen. Band I: Das Spektrum menschlicher Phänomene. Berlin (Akademie-Verlag) 1999.
- Zwischen Lachen und Weinen. Band II: Der dritte Weg Philosophischer Anthropologie und die Geschlechterfrage. Berlin (Akademie-Verlag) 2001
- Philosophische Anthropologie als Lebenspolitik. Deutsch-jüdische und pragmatistische Moderne-Kritik, Berlin (Akademie Verlag) 2008
- Gehirn, Verhalten und Zeit. Philosophische Anthropologie als Forschungsrahmen, Berlin (Akademie Verlag) 2009.
- Hrsg., Objekt- und Selbsterkenntnis. Zum Wandel im Verständnis moderner Wissenschaften, Berlin (Akademie Verlag) 1992.
- Hrsg., John Dewey: Die Öffentlichkeit und ihre Probleme, Bodenheim (Philo Verlagsgesellschaft) 1996.
- Hrsg. (mit Gesa Lindemann), Philosophische Anthropologie im 21. Jahrhundert, in: H.-P. Krüger / G. Lindemann (Hrsg.), Buchreihe „Philosophische Anthropologie“, Bd. 1, Berlin (Akademie-Verlag) 2006.
- Hrsg., Hirn als Subjekt? Philosophische Grenzfragen der Neurobiologie, Berlin (Akademie Verlag) 2007.
- Hrsg. (mit Bruno Accarino/Firenze und Jos de Mul/Rotterdam), Internationales Jahrbuch für Philosophische Anthropologie/International Yearbook of Philosophical Anthropology, Berlin (Akademie Verlag), Bd. 1: Expressivität und Stil. Helmuth Plessners Sinnes- und Ausdrucksphilosophie 2008.
- Hrsg. (mit Jann E. Schlimme/Hannover, Thomas Buchheim/München, Thomas Fuchs/Heidelberg, Martin Heinze/Bremen und Michael Musalek/Wien), Journal für Philosophie und Psychiatrie (Pabst Science Publisher) 2009.